# Retrato de la señora Mary Graham
Retrato de la Sra. Mary Graham o La Honorable Sra. Graham es una pintura al óleo sobre lienzo de 1777 del artista británico Thomas Gainsborough, realizada poco después del matrimonio de Mary con Thomas Graham, el futuro Lord Lynedoch, el 26 de diciembre de 1774. Fue una de las primeras obras en ingresar a la colección de la Galería Nacional Escocesa en Edimburgo después de su legado en 1859 por los herederos de Thomas Graham.

## Descripción
Uno de los mejores retratos de Gainsborough, este retrato de cuerpo entero se ha convertido en un icono de la Galería Nacional de Escocia.
Es una de las tres obras que el artista creó retratando a Mary Graham. Se cree que un retrato de medio cuerpo más convencional, La Honorable Sra. de Thomas Graham, también completado entre 1775 y 1777, fue la pintura que se encargó inicialmente.  Actualmente forma parte de la colección Widener en la Galería Nacional de Arte de Washington D. C.
La representación de Mary Graham como "La criada" fue rechazada por su familia, por lo que nunca se terminó y luego se vendió tras la muerte de Gainsborough al quinto conde de Carlisle y se colgó en Castle Howard  antes de que la familia la donara a la Tate en 1913.  

## Historia
La retratada nació con el nombre de la Hon. Mary Cathcart (1 de marzo de 1757 – 26 de junio de 1792). Era hija de Charles Cathcart, noveno Lord Cathcart y su esposa Jean Hamilton.  Charles Cathcart había servido recientemente como embajador británico en la corte de Catalina la Grande para rectificar las finanzas de su familia. 
A los 17 años, Mary se casó con Thomas Graham (más tarde primer barón Lynedoch) en una boda doble junto con su hermana mayor Jane, quien se casó con John Murray, cuarto duque de Atholl. Su hermana menor, Louisa, estaba casada con Lord Stormont, mientras que su hermano William, primer conde Cathcart, también fue pintado por Gainsborough.

La Honorable Sra. de Thomas Graham, Galería Nacional de Arte entre 1775 y 1777.

Fue la apariencia de Mary lo que causó sensación cuando Gainsborough exhibió su retrato de cuerpo entero en la Royal Academy de Londres en 1777. El vestuario y accesorios evocaban la época de Carlos I y los suntuosos retratos cortesanos de Anton van Dyck. Esto aseguró su reputación como icono de la belleza contemporánea y la ayudó a convertirse rápidamente en una figura prominente en la sociedad de moda del Londres georgiano.  Atrajo a muchos admiradores y amistades, desde Robert Burns hasta Georgiana, duquesa de Devonshire, quien recordaba "su bondad, su sentido, su dulzura". 
Pero Mary pronto enfermó de tuberculosis. Durante toda su enfermedad fue cuidada atentamente por su marido. Primero se mudaron a Brighton y luego, cuando su salud se deterioró aún más, a través del París revolucionario hasta el Mediterráneo, en busca de climas más cálidos. Llegaron al mar, pero ella murió el 26 de junio de 1792, cerca de Hyères, con sólo 35 años.  

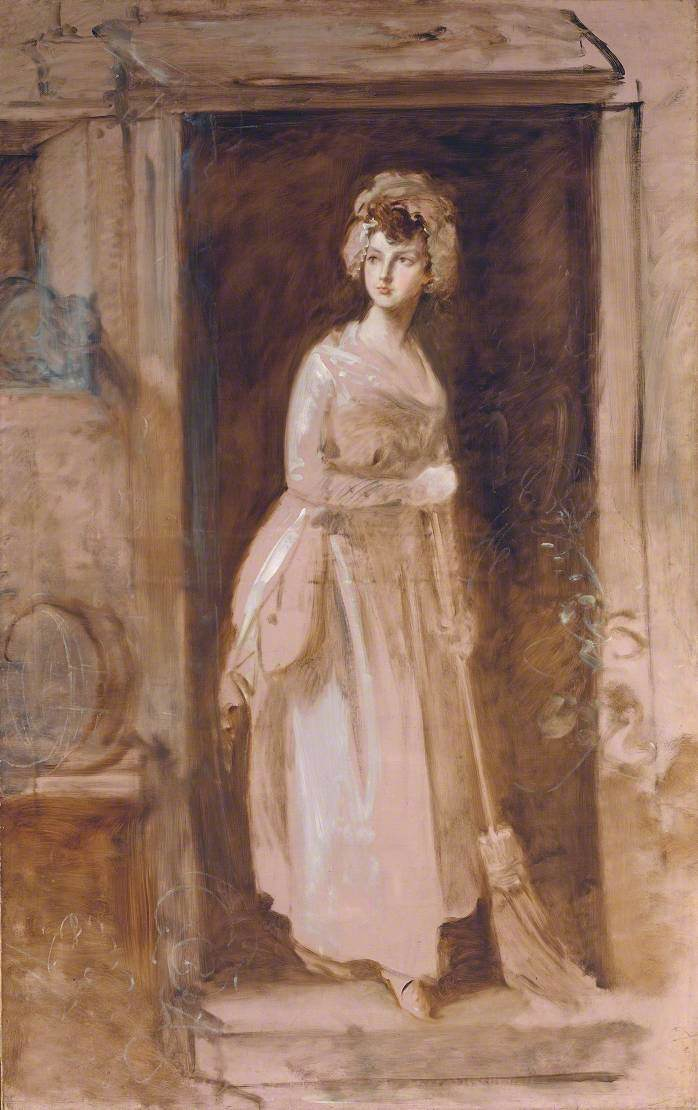
Thomas Gainsborough (1727-1788) "La criada". Cuando se le criticó que la belleza de Mary provenía en parte de su elegante atuendo "de época", Gainsborough discrepó vehementemente y se propuso retratar a Mary de sirvienta con ropas sencillas.

Thomas Graham vivió otros 50 años y murió en 1843, aunque no tuvieron hijos, nunca se volvió a casar. Estaba tan desconsolado que no se atrevía a mirar el retrato de su esposa. Primero lo cubrió con una tela, pero luego fue almacenado y casi olvidado hasta que fue exhibido 65 años después en Mánchester en 1857.  Dos años más tarde fue legado por su primo y heredero, Robert Graham, a la recién inaugurada Galería Nacional de Escocia.